# Катран перистый
Катран перистый (лат. Crambe pinnatifida) — вид двудольных растений рода Катран (Crambe) семейства Капустные (Brassicaceae). Впервые описан британским ботаником Робертом Броуном в 1812 году.

## Распространение, описание
Встречается в Прикаспийском регионе и на Кавказе.
Травянистое растение. Листья простые, с округлой верхушкой и волнистым краем. Соцветие — метёлка, несёт цветки с четырьмя лепестками, белого цвета. Плод — стручок. Мезотроф.

## Охранный статус
Растение включалось в Красную книгу Севастополя. Включается также в Красную книгу Крыма, Ставропольского края и Украины.

## Классификация

### Таксономия[6]
Crambe pinnatifida R.Br., 1812, Hortus Kew. 4: 72
Вид Катран перистый относится к роду Катран (Crambe) семейства Капустные (Brassicaceae) порядка Капустоцветные (Brassicales). Кладограмма в соответствии с Системой APG IV по состоянию на июнь 2023 года:
|  |                                      |  |                                   |                                   |                     |  | ещё 16 семейств | ещё 16 семейств |                 |  |  |  | еще 37 подтвержденных видов и 1 вид, ожидающий подтверждения |
|  |                                      |  |                                   |                                   |                     |  | ещё 16 семейств | ещё 16 семейств |                 |  |  |  | еще 37 подтвержденных видов и 1 вид, ожидающий подтверждения |
|  |                                      |  |                                   | порядок Капустоцветные            |                     |  |                 |                 | род Катран      |  |  |  |                                                              |
|  |                                      |  |                                   | порядок Капустоцветные            |                     |  |                 |                 | род Катран      |  |  |  |                                                              |
|  | отдел Цветковые, или Покрытосеменные |  |                                   |                                   | семейство Капустные |  |                 |                 | Катран перистый |  |  |  |                                                              |
|  | отдел Цветковые, или Покрытосеменные |  |                                   |                                   | семейство Капустные |  |                 |                 |                 |  |  |  |                                                              |
|  |                                      |  | ещё 63 порядка цветковых растений | ещё 63 порядка цветковых растений |                     |  |                 | ещё 354 рода    | ещё 354 рода    |  |  |  |                                                              |
|  |                                      |  |                                   | ещё 63 порядка цветковых растений |                     |  |                 |                 | ещё 354 рода    |  |  |  |                                                              |